# Holger Heymann

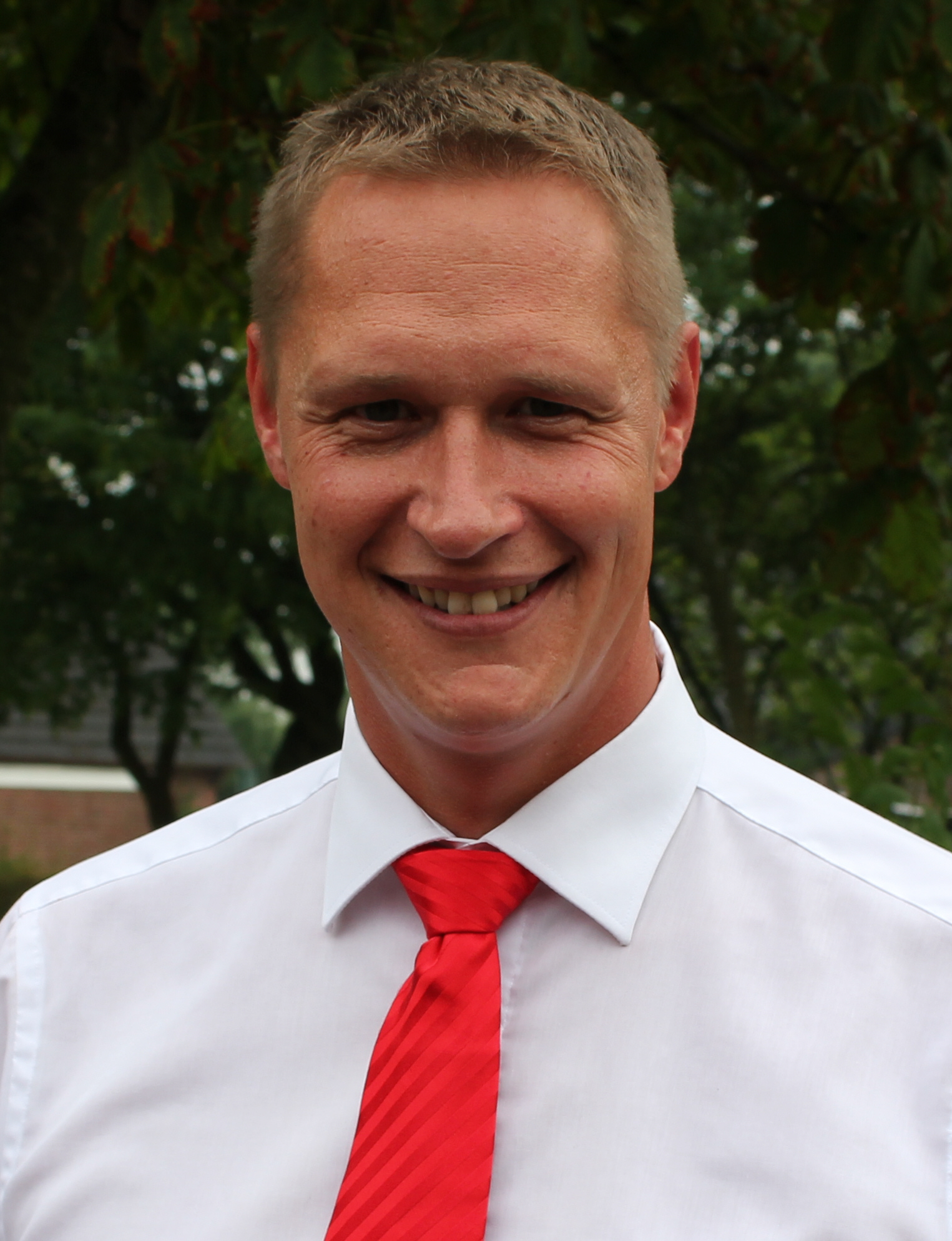
Holger Heymann bei der Veranstaltung 150 Jahre SPD in Wittmund, 2013

Holger Heymann (* 7. Dezember 1977 in Wittmund) ist seit 2016 Landrat des Landkreises Wittmund. Von 2013 bis 2016 saß der gelernte Bankkaufmann für die SPD im Niedersächsischen Landtag.

## Biografie
Heymann absolvierte im Jahr 1997 das Abitur am Niedersächsischen Internatsgymnasium Esens und schloss nach dem Zivildienst eine Ausbildung zum Bankkaufmann 2004 ab.
Holger Heymann ist verheiratet und hat einen Sohn und eine Tochter.

## Politik
Heymann wurde im Jahr 2009 zum Bürgermeister von Neuschoo gewählt, seit 2011 gehört er dem Kreistag des Kreises Wittmund an. Bei der Landtagswahl in Niedersachsen 2013 errang er das Direktmandat im Wahlkreis Wittmund/Inseln.
Am 11. September 2016 wurde Heymann mit 54,5 % der Stimmen im ersten Wahlgang zum neuen Landrat des Landkreises Wittmund gewählt und trat sein Amt am 1. November desselben Jahres an. Aus dem Landtag schied er aus; für ihn rückte Ralf Borngräber nach.

## Partei
Seit 1997 gehört Heymann der SPD an, seit 2007 als Vorsitzender des Kreisverbands Wittmund.